# Quiterianópolis
Quiterianópolis é um município brasileiro do estado do Ceará. No município se encontrada a nascente do Rio Poti.

## Etimologia
O termo deriva de "Santa Quitéria", que por sua vez vem de "Quitéria de Lima", construtor da capela local, em 1853. Em 1938 passou a denominar-se Vila Coutinho e, desde 1987, Quiterianópolis.

## História
Em 1933, a atual Quiterianópolis foi elevada à categoria de distrito de Independência, com o nome de "Santa Quitéria". Em 1938 Santa Quitéria mudou o nome para "Coutinho". Em 1963, Coutinho emancipou-se, voltando a condição de distrito em 1965. Em 1987 Coutinho foi novamente emancipado, já sob o nome Quiterianópolis. Foi elevado à categoria de município, pela lei estadual nº 11330, de 04 de junho de 1987, alterado pela lei estadual nº 11485, de 20 de julho de 1988, desmembrado de Independência.

## Geografia
O clima é o Semi-árido, com pluviosidade de 605,7 mm e temperatura média entre 24° e 26°C.

## Geologia
Entre Quiterianópolis e Novo Oriente, são conhecidas seis ocorrências de minério de ferro do tipo itabirito, constituídos por uma associação de hematita e magnetita, com finos veios de quarzto, encaixados nos gnaisses do Complexo Canindé do Ceará. Essas reservas são estimadas em 4,5 milhões de toneladas, com teores de 58,5% de ferro.

## Economia
A mineradora Globest extraiu da Serra do Besouro, entre os anos de 2010 e 2017, a produção diária de mil toneladas de minério de ferro.

## Datas comemorativas
- Festa da Padroeira Nossa Senhora da Imaculada Conceição comemorado no dia (15 de agosto)
- Aniversário de emancipação da cidade (4 de junho)